# Thianges
Thianges é uma comuna francesa na região administrativa de Borgonha-Franco-Condado, no departamento Nièvre. Estende-se por uma área de 12,89 km². Em 2010 a comuna tinha 172 habitantes (densidade: 13,3 hab./km²).